# Sebastià Juan Arbó
Sebastià Juan Arbó (* 28. Oktober 1902 in Sant Carles de la Ràpita (Montsià, Spanien); † 2. Januar 1984 in Barcelona) war ein katalanischer Romanautor und Dramaturg. Er schrieb seine Werke in katalanischer und spanischer Sprache.
1948 gewann er den renommierten Premio Nadal. Sebastià Juan Arbó war Ehrenmitglied des Associació d’Escriptors en Llengua Catalana, des Verbandes der Schriftsteller in katalanischer Sprache.

## Leben und Werk
Geboren in eine Familie von landlosen Bauern zog er im Alter von acht Jahren zusammen mit seinen Eltern nach Amposta. Als Zwölfjähriger arbeitete er in einem Büro. Im Jahr 1927 zog er nach Barcelona, wo er seine Karriere als Schriftsteller begann; zuerst als Journalist für die Zeitungen La Vanguardia und ABC. Im Jahre 1931 veröffentlichte er seinen ersten Roman L'inútil combat (Der vergebliche Kampf).
Im Jahr 1932 wird Terres de l'Ebre, sein berühmtestes Werk, veröffentlicht. Der Roman beschreibt die Situation der Landwirte im Ebro-Delta; vergessen und bescheiden leben sie dort, bearbeiten einen undankbaren, harten Boden, der den Toten vorbehalten ist. 
Im Jahr 1933 veröffentlichte er Notes d'un estudiant que va morir boig und im Jahr 1935 Camins de nit.
Während des Spanischen Bürgerkriegs und der ersten Nachkriegsjahre wurde es still um ihn, bis schließlich im Jahr 1947 sein Roman Tino Costa in Katalanisch und Spanisch erschien. Im Jahr 1946 publizierte er bereits eine Biografie des Cervantes in katalanischer Sprache.
Ab 1948 schrieb er vor allem in spanischer Sprache. Sein Werk Sobre las piedras grises, mit dem er den Premio Nadal, den ältesten in Spanien verliehenen Literaturpreis, gewann, gehört dazu, ebenso Martín Caretas (1959). In seinen späteren Jahren kehrte er wieder zu Veröffentlichungen auf Katalanisch zurück: Narracions d'el Delta (1965), L'espera (1948), La masia (1975).
Er starb am 2. Januar 1984 an einem Herzinfarkt.

## Auszeichnungen
- Premi Fastenrath, Jocs Florals de Barcelona, 1934 für das Werk Terres de l'Ebre.
- Premi Novellistes, Ajuntament Barcelona, 1936 für das Werk Camins de nit.
- Premi Nadal de novella, 1948 für das Werk Sobre las piedras grises.
- Premi Blasco Ibáñez 1966  für das Werk Entre la tierra y el mar.
- Premi Nacional Miguel de Unamuno 1969 für das Werk Pio Baroja y su tiempo.
- Premi Ciutat de Girona 1974 für das Werk La Masia.

## Werke

### Novellen
- L'inútil combat. Badalona: Proa, 1931 (Barcelona: Proa, 1969).
- Notes d'un estudiant que va morir boig, 1933. (alternativer Titel Hores en Blanc).
- Camins de nit. Badalona: Proa, 1935 (Barcelona: Edicions 62, 1987).
- Hores en blanc. Barcelona: Llibreria Catalònia, 1935 (Barcelona: Laia, 1983; Barcelona: Edicions 62, 1991).
- La ciutat maleïda. Barcelona: Llibreria Catalònia, 1935.
- Terres de l'Ebre. Barcelona: Llibreria Catalònia, 1936 (Barcelona: Selecta, 1955; Barcelona: Edicions 62, 1980). (Übersetzt in Italisch und Holländischenisch, Französisch, Deutsch und Holländisch)
- Tino Costa. Barcelona: Àncora, 1947.
- Sobre las piedras grises. Barcelona: Destino, 1949; Barcelona: Destino, 1973 (5ª ed). Guanyadora del Premi Nadal.
- Verdaguer: el poeta, el sacerdot i el món. Barcelona: Aedos, 1952.
- Martín de Caretas. 1955-1959
- Los hombres de la tierra y el mar. Barcelona: Llibreria Editorial Argos, 1961. (1965 ??)
- L'hora negra seguit de Divertiments: la nit de Sant Joan. Barcelona: Selecta, 1961.
- Narracions del Delta. Barcelona: Selecta, 1965
- Obra catalana completa, I. Novelles de l'Ebre. Barcelona: Edicions 62, 1966.
- L'espera. Barcelona: Club Editor, 1968 (1965 ??)
- Obras selectas. Barcelona: AHR, 1973
- La Masia. Barcelona: Selecta, 1975 (Barcelona: Orbis, 1984)
- La tempestad. Esplugues de Llobregat: Plaza & Janés, 1978.
- El segundo del Apocalipsis. Esplugues de Llobregat: Plaza & Janés, 1981
- Memorias: los hombres de la ciudad. Barcelona: Planeta, 1982.
- Obra catalana completa (a cura d'Emili Rosales). Barcelona: Columna, 1992-1993 (3 volums).
- Viatge a l'Ebre. Barcelona: Columna-Tresmall, (1997).

### Theaterstücke
- La ciutat maleïda. Barcelona: Llibreria Catalònia, (1935)
- Despertar. 1936
- Nausica. Barcelona: La Rosa dels Vents, (1937).

### Poesie
- Inquietut, vorgestellt auf der Jocs Florals de Barcelona (1929)[2]
- Dissabte de glòria, vorgestellt auf der Jocs Florals de Barcelona (1929)[3]
- Alba, vorgestellt auf der Jocs Florals de Barcelona (1929)[4]
- Dues preguntes. Davant la Primavera, vorgestellt auf der Jocs Florals de Barcelona de (1929)[5]
- Condol, vorgestellt auf der Jocs Florals de Barcelona (1930)[6]

### Biographien
- Cervantes (hombre y época). Barcelona 1948; Barcelona: Planeta, 1971.
- La vida trágica de Mosèn Jacinto Verdaguer, 1951. Barcelona: Planeta/Aedos, 1970
- Pío Baroja y su tiempo. Barcelona: Planeta, 1969.

## Verfilmung
Camins de nit wurde 1935 unter dem Titel Night Track verfilmt.